# 우리집에 왜왔니 (텔레비전 프로그램)
《우리집에 왜왔니》는 스카이 드라마와 채널A에서 동시에 방송되는 예능 프로그램으로, 취향저격 선데이 1부 프로그램이다.

## 방송 시간
- 일요일 오후 7시 40분

## 출연자

### 고정 출연진
- 김희철
- 오스틴강
- 김준현
- 윤보라

### 이전 출연진
- 김신영
- 한혜진

## 게스트

### 2019년
- 5월 19일 혜민
- 5월 26일 장동민
- 6월 2일 송경아
- 6월 9일 돈 스파이크
- 6월 16일 송재희, 지소연
- 6월 23일 패리스 힐튼
- 6월 30일 박찬호
- 7월 7일 솔비
- 7월 14일 김영옥
- 7월 21일 이원일
- 7월 28일 CIX
- 8월 4일 김희철
- 8월 11일 치타
- 8월 18일 김민준
- 8월 25일 정미애
- 9월 1일 한석준

## 같이 보기
- 집사부일체 (SBS)